# Устечко (Кременецький район)
Усте́чко — село в Україні, у Вишнівецькій селищній громаді Кременецького району Тернопільської області.  До 2020 адміністративний центр сільради, якій було підпорядковане село Очеретне. У зв'язку з переселенням мешканців хутір Левковий виведений з облікових даних. Розташоване на річці Горинь, в центрі району. Сусіднє село із-заходу — колишнє містечко Новий Олексинець.
Населення — 566 осіб (2007).

## Географія
У селі річка Гніздична впадає у річку Горинь.

## Історія
- На західній околиці села виявлено залишки поселення черняхівської культури (3–6 ст.).Відоме з 1430 р. В «Историко-статистическом описании церквей и приходов Волынской епархии» М. Теодоровича зафіксовано, що перша письмова згадка про Устечко датована 1629 р.
- Сьогоднішня вимова «устечко» дає змогу висловити припущення, що в час виникнення і закріплення назв місцеві жителі вимовляли слова «устя – устячко» на галицький манір: «устє – устєчко».
- У серпні 1649 р. в селі перебували загони козацько-селянського війська під проводом Івана Богуна[1].
- Село стало прикордонним після підписаної таємної конвенції про поділ Речі Посполитої 5 серпня 1772 р. в Санкт-Петербурзі між Габсбурзською та Російською імперіями і Прусським королівством, за якою до Австрії переходила Галичина. Згідно з австрійсько-російською угодою від 18 вересня 1773 року залишалося за Річчю Посполитою.[2]
- Діяло товариство «Просвіта».
- На 1936 рік село входило до ґміни Старий Олексинець Кременецького повіту[3].
- 12 червня 2020 року, відповідно до Розпорядження Кабінету Міністрів України від  № 724-р «Про визначення адміністративних центрів та затвердження територій територіальних громад Тернопільської області», село увійшло до складу Вишнівецької селищної громади[4].
- 19 липня 2020 року, в результаті адміністративно-територіальної реформи та ліквідації Збаразького району, село увійшло до складу новоутвореного Кременецького району[5].

## Населення
За даними перепису населення 2001 року мовний склад населення села був таким:
| Мова       | Число ос. | Відсоток |
| ---------- | --------- | -------- |
| українська |           | 99,67    |
| російська  |           | 0,33     |

## Пам'ятки

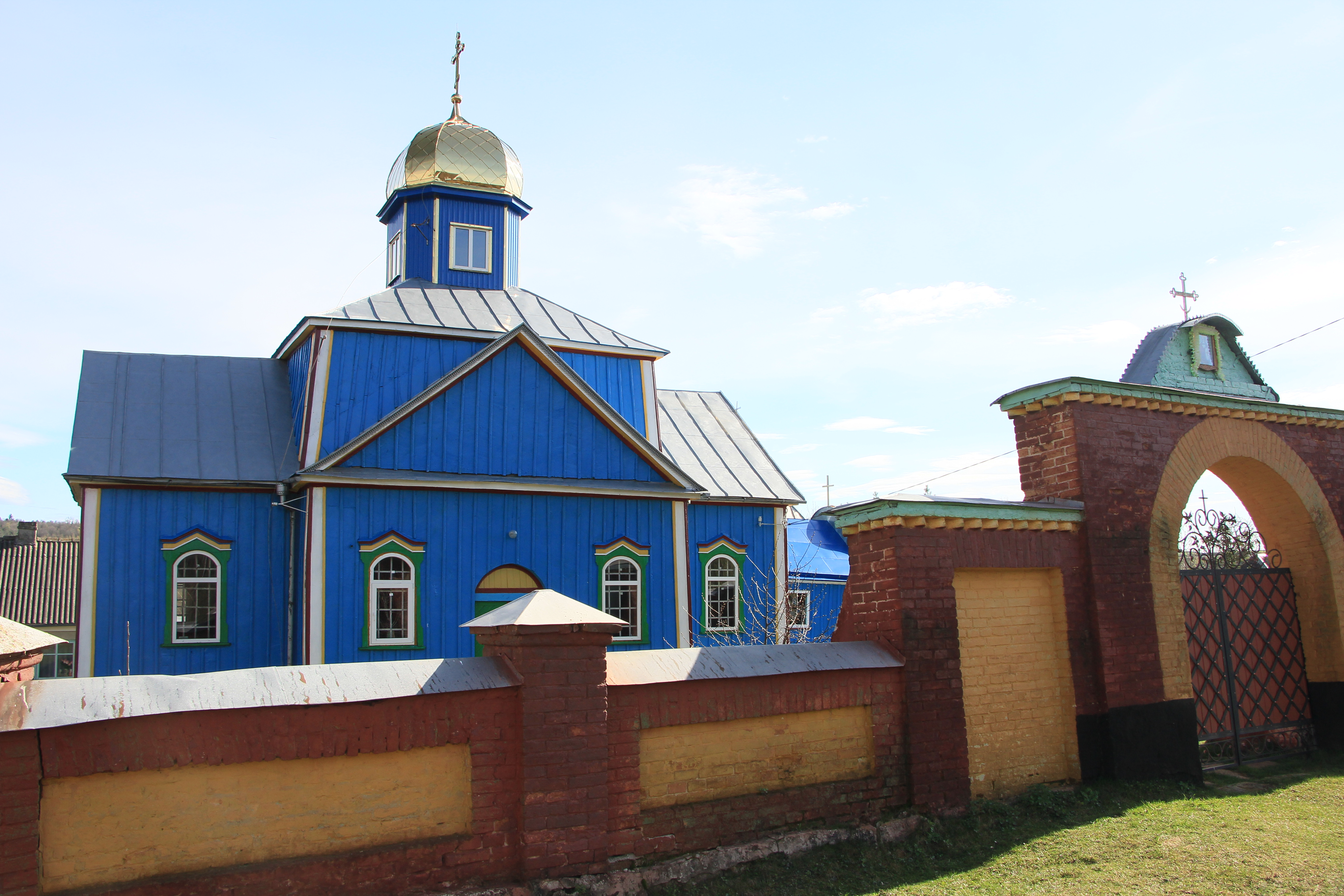
Дерев'яна церква

Є церква святого Михаїла (1862, дерев'яна), дзвіниця (1744), капличка.
Споруджено пам'ятник воїнам-односельцям, полеглим у німецько-радянській війні (1985).

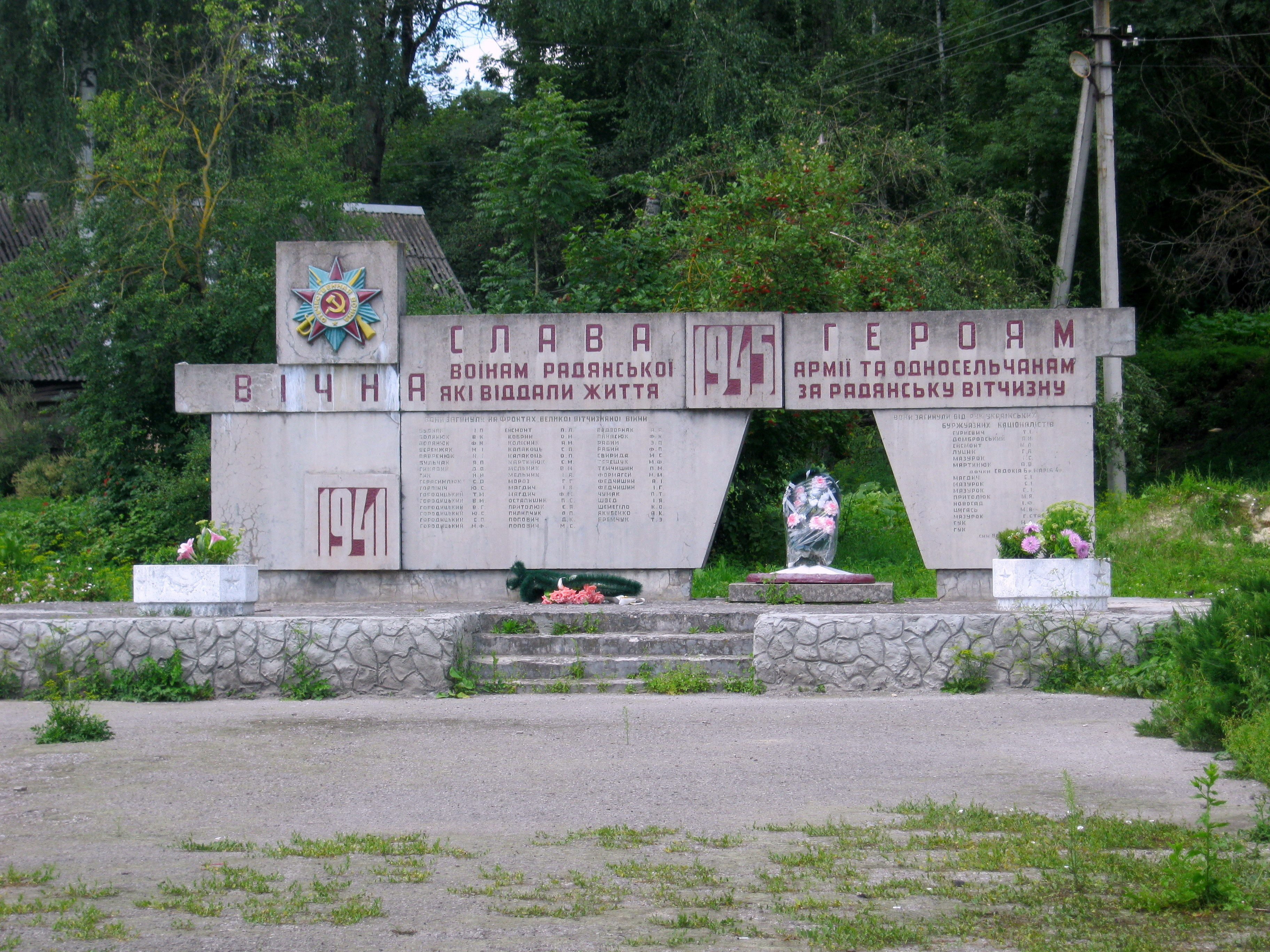
Пам'ятник воїнам-односельцям, полеглим у німецько-радянській війні

## Соціальна сфера
Діють ЗОШ 1-2 ступ., клуб, бібліотека, ФАП, відділення зв'язку, торгові заклади.

## Галерея

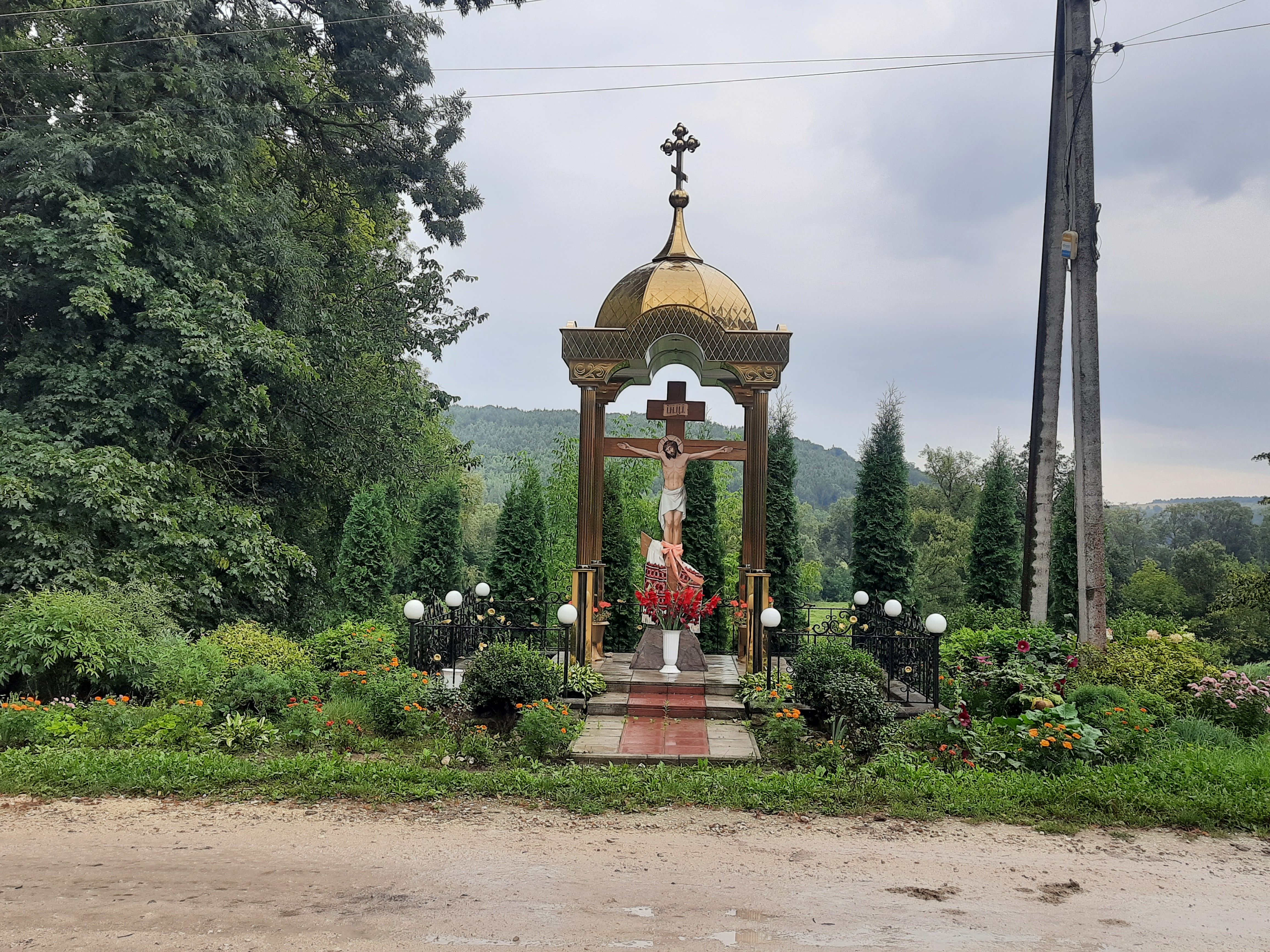
Капличка
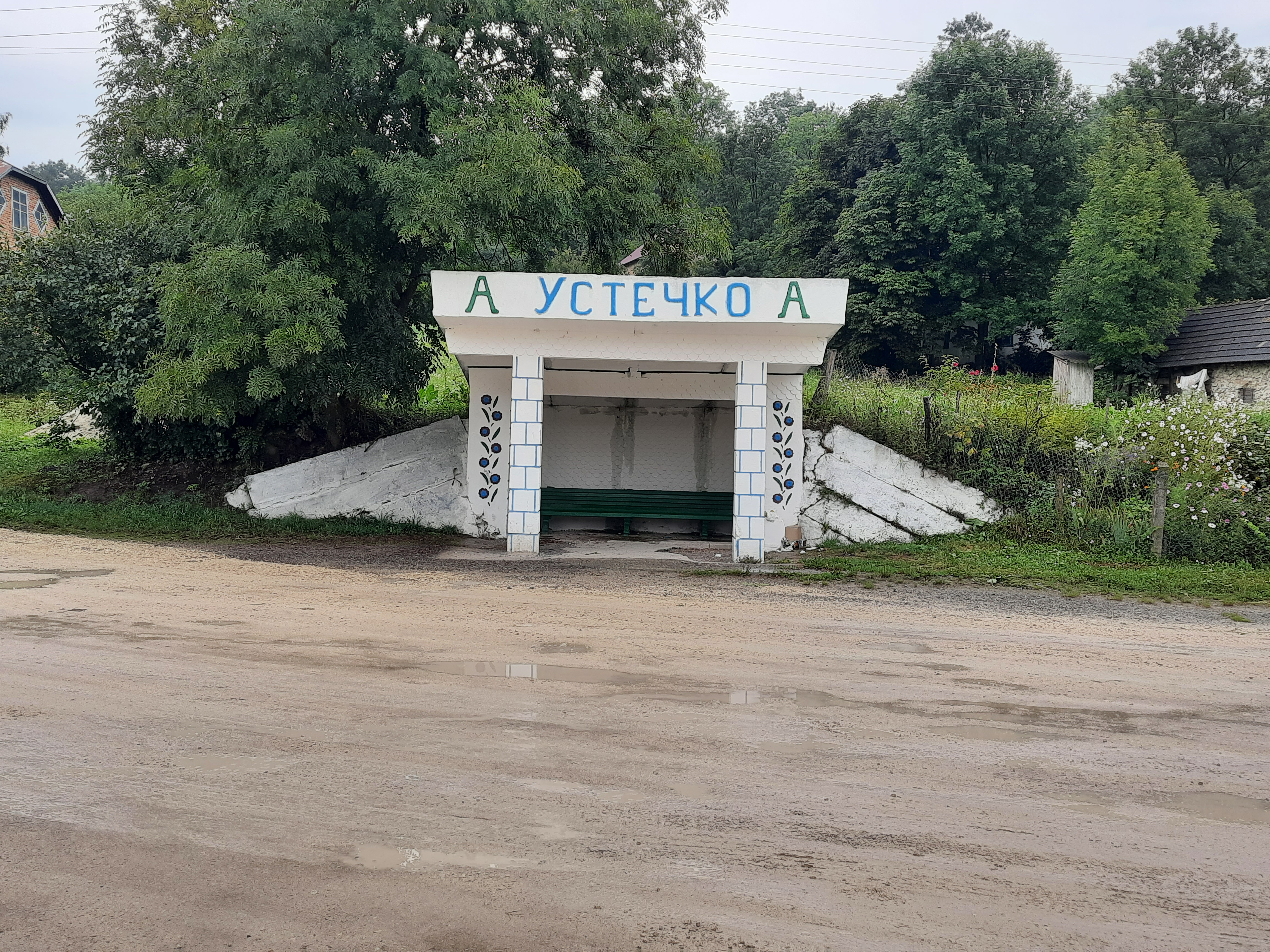
Автобусна зупинка
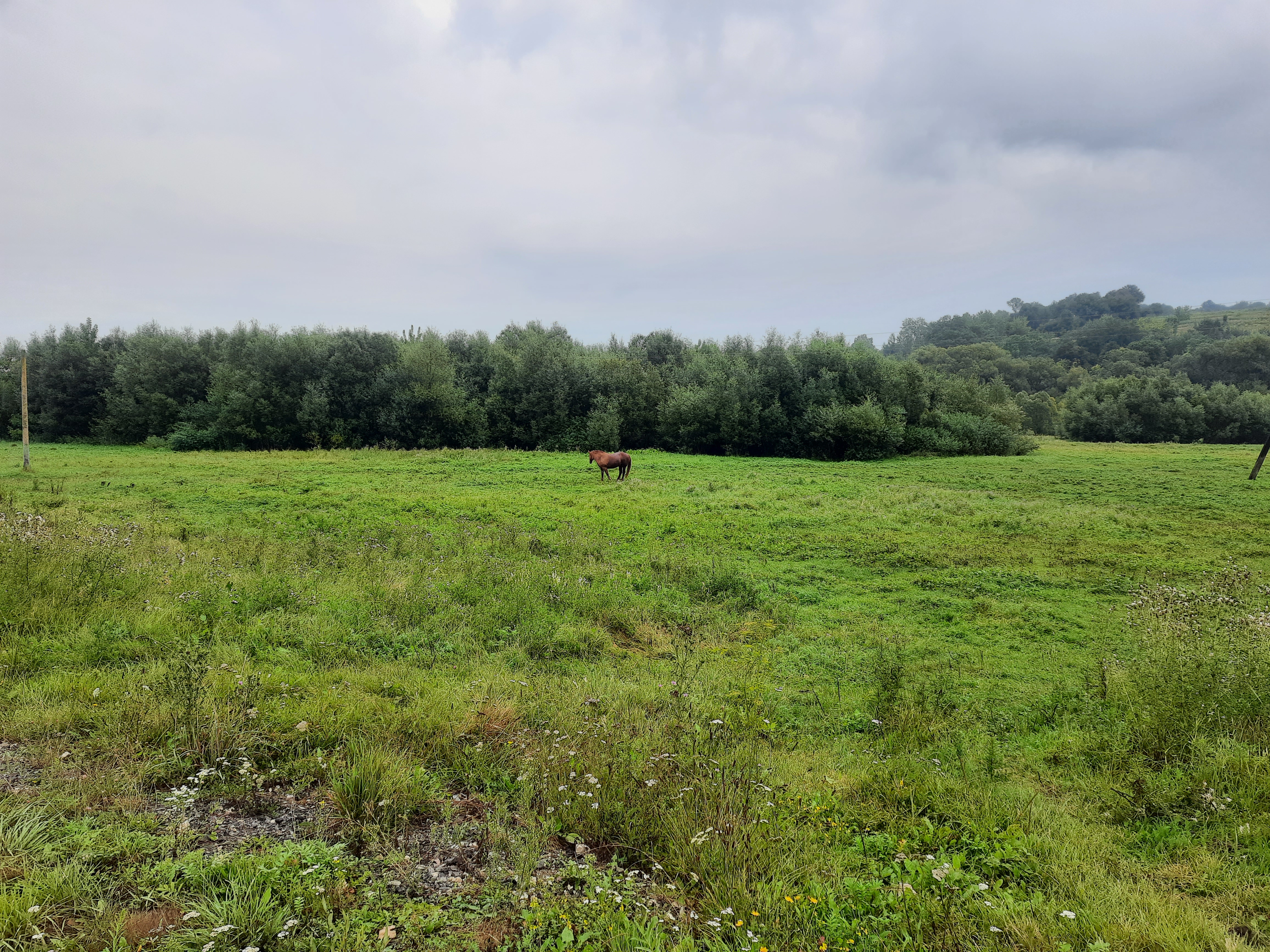
Краєвид біля села